# Svenska Akademiens grammatik
Svenska Akademiens grammatik (vanligen förkortad SAG) avser att vara en fullständig grammatik över det svenska standardspråket i deskriptiv lingvistikstradition.
Redan vid Svenska Akademiens grundande 1786 planerades för en officiell grammatika, men det dröjde över tvåhundra år innan SAG kom i sin första utgåva 1999 bestående av de fyra volymerna:
1. Inledning, bibliografi, register
2. Ord
3. Fraser
4. Satser och meningar

SAG (1999) är författad av Ulf Teleman, Staffan Hellberg, Erik Andersson och Lisa Holm.

## Historik

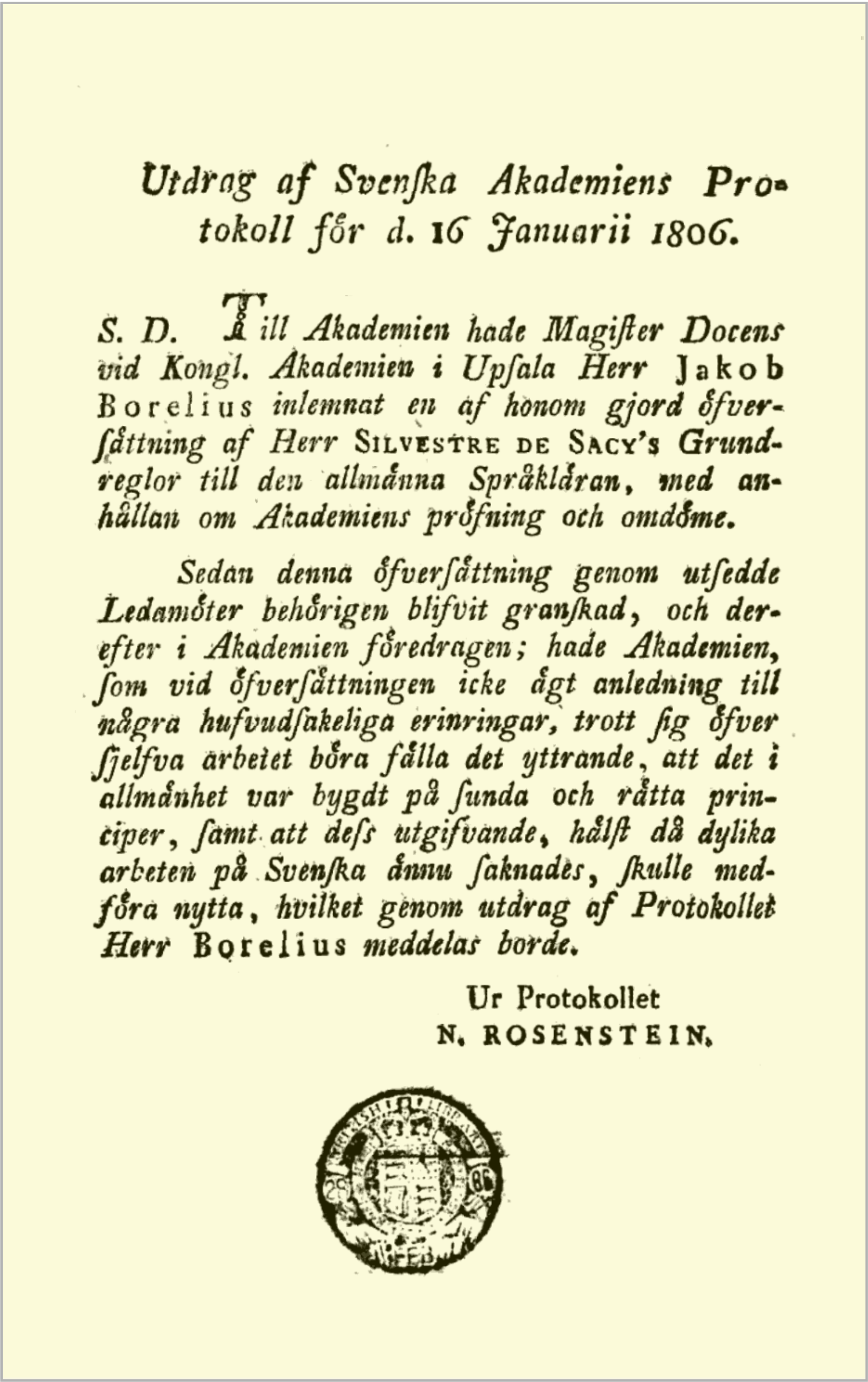
Utdrag ur Svenska Akademiens protokoll från 1806 angående utgivning av grammatik på svenska.

Redan 1806 beslutade Svenska Akademien om utgivning av en grammatik på svenska, Grundreglorna af den allmänna språkläran, Jacob Borelius översättning av Antoine-Isaac Silvestre de Sacys Principes de Grammaire Générale (1799). Motiveringen var bland annat att "dess utgifvande, hälst då dylika arbeten på Svenska ännu saknades, skulle medföra nytta".